# Andělské schody (přírodní památka)
Andělské schody jsou přírodní památka ve správních územích obcí Kytín v okrese Praha-západ, Nová Ves pod Pleší a Voznice v okrese Příbram ve Středočeském kraji. Tvoří ji komplex mokřadních, lučních a lesních biotopů s výskytem modráska očkovaného.

## Historie
Prostor chráněného území byl v minulosti využíván především k lesnímu hospodaření a zemědělství. Typickým lesem bývaly dubové pařeziny, později přeměněné na nepravé kmenoviny a ty byly ve druhé polovině dvacátého století ponechány bez zásahů. Charakteristické bylo velké zastoupení jedle, ale většina jejích porostů po ukončení hospodaření odumřela. Fragmenty se dochovaly zejména v údolí potoka Chouzavá. V lesích se také pálilo dřevěné uhlí, pravděpodobně pásl dobytek a lidé je v období nedostatku píce využívali k travaření. Tento způsob hospodaření je nejspíše důležitým faktorem, který ovlivnil zdejší diverzitu lesní vegetace.
Louky v oblasti byly před polovinou dvacátého století dvakrát ročně koseny. Původně nebyly odvodňovány, ale nejspíše v šedesátých letech dvacátého století byl v lokalitě Jezera citlivě vybudován první systém odvodňovacích struh. Mladší strouhy (např. navazující na rybníček v lokalitě Zelenka) způsobily na dlouhou dobu pokles hladiny podzemní vody a ztrátu hodnotných luk. Nemožnost kosení pozemků s terénními nerovnostmi vzniklými při hloubení struh vedla k jejich zarůstání třtinou křovištní. Některé louky znehodnotilo rozorávání a v devadesátých letech dvacátého století také nelegální vyvážení lidských fekálií, které vedlo k silné eutrofizaci.
Výrazným narušením krajiny byla v osmdesátých letech dvacátého století výstavba dálnice D4, která představuje obtížně překonatelnou bariéru a v dlouhodobém horizontu ohrožuje okolní společenstva nadměrným ukládáním dusíku.
Chráněné území vyhlásil Krajský úřad Středočeského kraje v kategorii přírodní památka s účinností od 30. srpna 2013.

## Přírodní poměry
Přírodní památka s rozlohou 172,42 hektarů leží v nadmořské výšce 365–450 metrů v katastrálních územích Kytín, Nová Ves pod Pleší a Voznice na rozhraní Benešovské pahorkatiny a Brdské vrchoviny. Území se částečně překrývá s evropsky významnou lokalitou Andělské schody. Chráněné území je rozděleno do tří oddělených částí. Menší se nachází jihovýchodně od vsi Chouzavá v okolí Zelenského vrchu, zatímco větší se rozkládá převážně mezi Chouzavou a Voznicí, ale směrem k západu z ní vybíhají také úzké výběžky podél Voznického potoka a potoka Chouzavé. Mezi oběma oddělenými díly se nachází starší přírodní rezervace Andělské schody. Třetí a nejmenší část přírodní památky leží na východní straně dálnice D4.

### Abiotické poměry
Geologické podloží tvoří starohorní horniny břidlice, droby a prachovce. V nich se ojediněle vyskytují vložky spilitu. Na nich se vyvinuly půdy s mocností půdního profilu pouhých pět až deset centimetrů. Hlubší jílovité půdy vznikly na říčních usazeninách. Na jaře bývají podmáčené, zatímco během leta se hladina podzemní vody snižuje.
V geomorfologickém členění Česka přírodní památka leží na rozhraní Benešovské pahorkatiny a Brdské vrchoviny, do které zasahují západněji položené části území. V Brdské vrchovině území patří do podcelku Hřebeny a okrsku Studenská vrchovina a v Benešovské pahorkatině leží v podcelku Dobříšská pahorkatina a okrsku Mníšecká pahorkatina. Území odvodňuje Voznický potok, který je levostranným přítokem Kocáby, a patří tedy k povodí Vltavy. Vodu do něj přivádí množství drobných vodních toků, z nichž řada v chráněném území pramení. Jedinou větší vodní plochou je Velký rybník, u kterého se do Voznického potoka vlévá menší potok Chouzavá. Rozloha rybníka je asi 3,5 hektaru. Vznikl přehrazením údolí, takže zejména levý břeh je strmý. Dno tvoří úlomky břidlic a slepenců, ale většina rybniční plochy je silně zabahněná. Rybník často trpí nedostatkem vody.
V rámci Quittovy klasifikace podnebí se přírodní památka nachází na rozhraní mírně teplých oblastí MT10 a MT11. Oblast MT10 se nachází na západě a hranice s oblastí MT11 vede ve směru jihozápad–sever mezi vesnicemi Voznice a Chouzová. Pro oblast MT11 jsou typické průměrné teploty −2 až −3 °C v lednu a 16–17 °C v červenci. Roční úhrn srážek dosahuje 600–750 milimetrů, počet letních dnů je 40–50, počet mrazových dnů se pohybuje mezi 110 a 130 a sněhová pokrývka zde leží průměrně 50–60 dnů v roce. V oblasti MT10 jsou charakteristické teploty −2 až −3 °C v lednu a 17 až 18 °C v červenci. Celkový roční úhrn srážek dosahuje 600–700 milimetrů. Letních dnů bývá čtyřicet až padesát, zatímco mrazových dnů 110–130. Sníh zde leží padesát až šedesát dnů v roce.

### Flóra
Většinu území pokrývají listnaté lesy narušované drobnými lesními loukami. Z hlediska ochrany přírody se jedná o ekosystémy střídavě vlhkých bezkolencových luk (5 % rozlohy), vlhká tužebníková lada (3,2 %), mezofilní ovsíkové louky (3,6 %), dubohabřiny (22 %), suťové lesy (2,9 %) a údolní jasanovo-olšové luhy (6,9 %).
Ze zvláště chráněných druhů rostlin na lesních loukách roste hvozdík lesní (Dianthus sylvaticus), na několika místech se před rokem 2010 vyskytovala chrpa chlumní (Centaurea triumfettii), bezkolencové louky jsou stanovištěm pro hojně se vyskytující kosatec sibiřský (Kosatec sibiřský) a na vlhkých loukách zde roste prstnatec májový (Dactylorhiza majalis). Roztroušeně se na loukách vyskytuje upolín nejvyšší (Trollius altissimus). V části zachovalé olšiny roste oměj pestrý (Aconitum variegatum) a v dubohabřinách nebo světlých doubravách lilie zlatohlavá (Lilium martagon). Na slunném skalnatém svahu nad Velkým rybníkem se vyskytuje tis červený (Taxus baccata), ale jeho původnost na lokalitě je nejistá.

### Fauna
Hlavním živočišným druhem v přírodní památce, který patří k předmětu ochrany, je modrásek očkovaný (Phengaris teleius). Zdejší nelesní společenstva jsou jeho skutečným nebo potenciálním biotopem, protože motýl nedokáže přežívat v trvale zamokřených nebo strojově sečených loukách. V blízkém okolí žije jeho nejsilnější populace v přírodní rezervaci Andělské schody.
Na zachovalých mokřadních loukách žije měkkýš vrkoč útlý ( Vertigo angustior). Početné je druhové spektrum dalších zástupců hmyzu. Hojně se zde vyskytuje pačmelák český (Bombus bohemicus), čmelák skalní (Bombus lapidarius), čmelák hájový (Bombus lucorum), čmelák rolní (Bombus pascuorum), čmelák luční (Bombus pratorum), pačmelák cizopasný (Bombus rupestris), čmelák zemní (Bombus terrestris) a na několika místech u Chouzové byl zaznamenán čmelák tajgový ( Bombus semenoviellus). Hojní jsou také mravenci: mravenec otročící (Formica fusca), mravenec luční (Formica pratensis), mravenec lesní (Formica rufa) a roztroušeně též mravenec trávníkový (Formica rufibarbis). Z brouků byli na různých místech nalezeni svižník polní (Cicindela campestris) a zlatohlávek tmavý (Oxythyrea funesta). V údolní nivě Voznického potoka byl zaznamenán výskyt modráska bahenního (Phengaris nausithous).
Přírodní památka poskytuje vhodné životní podmínky pro obojživelníky a plazy. Vyskytuje se zde čolek horský (Ichthyosaura alpestris), čolek obecný (Lissotriton vulgaris), skokan štíhlý (Rana dalmatina), ropucha obecná (Bufo bufo), ještěrka obecná (Lacerta agilis), slepýš křehký (Anguis fragilis), užovka obojková (Natrix natrix) a zmije obecná (Vipera berus).

## Přístup
Západní plochou přírodní památky vede žlutě značená turistická trasa z Chouzavé do Voznice.